# Magnus Carlsen Invitational
Il Magnus Carlsen Invitational è un torneo di scacchi a cadenza rapid organizzato dal campione del mondo Magnus Carlsen e giocato online sul sito di chess24.com. L'evento è stato parte nel 2020 del Magnus Carlsen Chess Tour, mentre dal 2021 è parte del circuito del Meltwater Champions Chess Tour.
La prima edizione è nota per aver stabilito il record di montepremi per un torneo online (250 000 dollari) e venne vinta da Magnus Carlsen. Il vincitore dell'ultima edizione è stato l'olandese Anish Giri.

## Storia

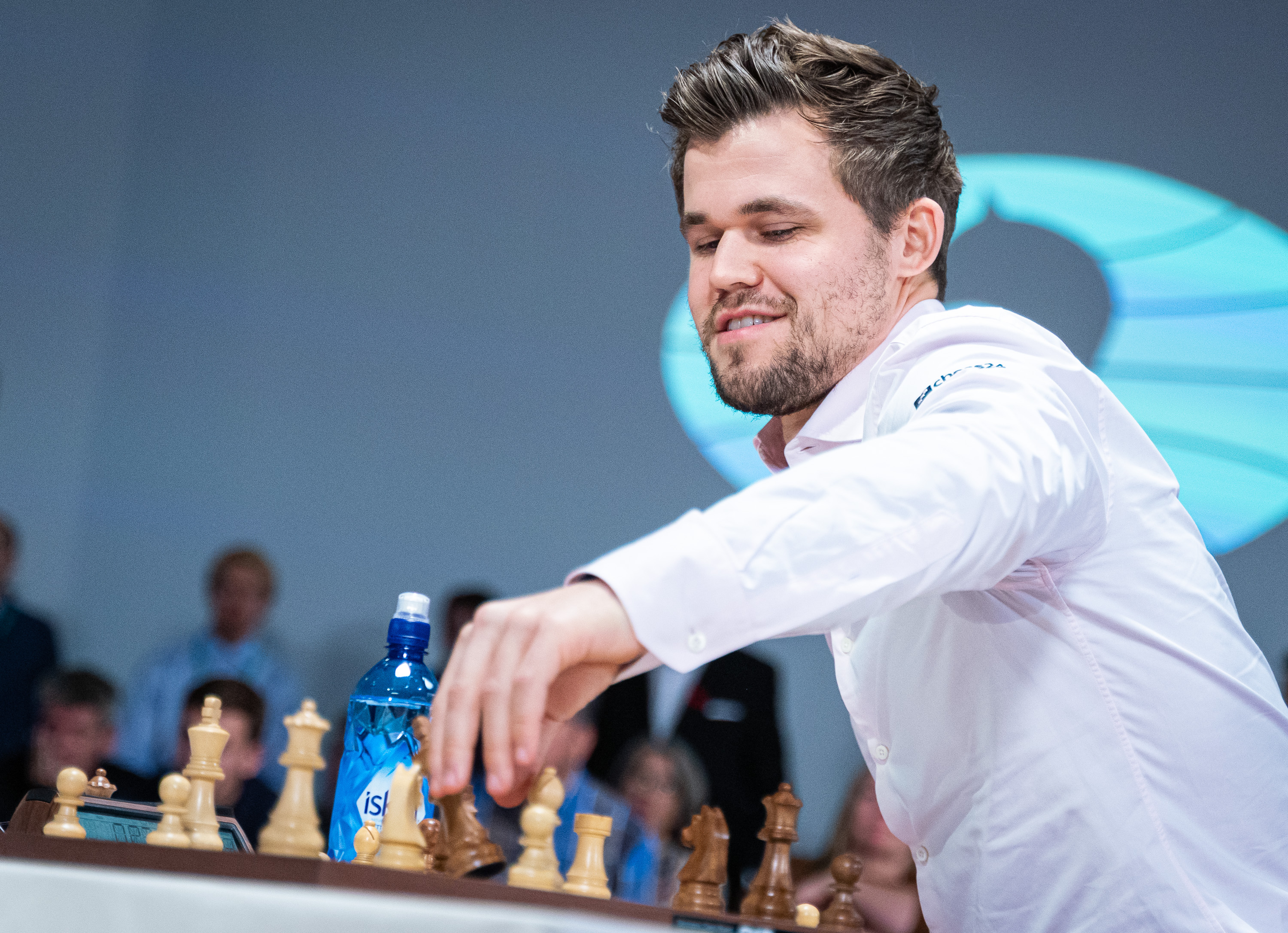
Magnus Carlsen, organizzatore e vincitore del torneo.

Il Magnus Carlsen Invitational si tenne per la prima volta tra il 18 aprile e il 3 maggio del 2020. In un periodo in cui la Pandemia di COVID-19 aveva costretto la FIDE a cancellare o posticipare tutti i tornei fino a data da destinarsi, l'allora campione norvegese di scacchi Magnus Carlsen decise di dare una spallata alla popolarità del gioco, organizzando un torneo di grande mediaticità. Il montepremi era di 250 000 dollari, di cui 70 000 per il vincitore, un inedito per un torneo giocato sulla rete.
Oltre a Carlsen, vi hanno partecipato gli statunitensi Hikaru Nakamura e Fabiano Caruana, il cinese Ding Liren, il russo Jan Nepomnjaščij, l'iraniano Alireza Firouzja, il francese Maxime Vachier-Lagrave e l'olandese Anish Giri (tutti Super GM), dando all'evento la valenza di un supertorneo a tavolino.
In seguito Carlsen annunciò che il torneo sarebbe stato la prima tappa del Magnus Carlsen Chess Tour, una serie di cinque tornei online con un montepremi totale di un milione di dollari. Gli altri sono stati il Lindores Abbey Rapid Challenge, l'Online Chess Masters e il Legends of Chess. Al termine dei quattro tornei si disputò la Grand Final.
Nel novembre del 2020 Carlsen diede seguito al Magnus Carlsen Chess Tour, organizzando un circuito di dieci tornei ribattezzato Meltwater Champions Chess Tour, sponsorizzato dall'omonima compagnia di software as a service. Nel circuito venne inclusa la seconda edizione del Carlsen Invitational che si tenne nel marzo del 2021, con 200 000 dollari di montepremi e ben 16 partecipanti. Il torneo fu vinto da Anish Giri, mentre il terzo posto di Magnus Carlsen, fece balzare il norvegese al secondo posto nella classifica del Tour.

## Albo d'oro
| E. | Anno | Vincitore      | Finalista        | Terzo                       |
| -- | ---- | -------------- | ---------------- | --------------------------- |
| I  | 2020 | Magnus Carlsen | Hikaru Nakamura  | Fabiano Caruana, Ding Liren |
| II | 2021 | Anish Giri     | Jan Nepomnjaščij | Magnus Carlsen              |